# Gluphisia variegata
Gluphisia variegata är en fjärilsart som beskrevs av Barend J. Lempke 1959. Gluphisia variegata ingår i släktet Gluphisia och familjen tandspinnare. Inga underarter finns listade i Catalogue of Life.